# Давньочеська мова
Давньоче́ська мо́ва (чеськ. staročeština, stará čeština) — чеська мова ХІІ—XV століття. Тогочасна назва — чеська мова. Побутувала на чеських землях Богемського королівства. Постала на основі проточеської мови. Перші пам'ятки датуються першою половиною ХІІ ст. Наприкінці ХІІІ—початку XIV ст. оформилася як літературна мова. Справила великий вплив на сусідні слов'янські мови, насамперед старопольську та староукраїнську мови. Серед видатних пам'яток — Далімілова хроніка. У XV ст., в часи гуситського руху, витіснена старочеською (середньочеською) мовою.

## Словники
- Slovník staročeský. Jan Gebauer.1903–1913.
- Staročeský slovník. 1968–2004.
- Malý staročeský slovník. Praha: Státní pedagogické nakladatelství, 1979.